# Aporrhais
Genre
Aporrhais est un genre de mollusques gastéropodes de la famille des Aporrhaidae qui se rencontrent actuellement dans l'Atlantique-Ouest de la mer du Nord à l'Afrique, sur la côte Nord-Est des États-Unis et du Canada et en Méditerranée. Il existe de nombreuses espèces fossiles.

## Liste des espèces actuelles
Selon World Register of Marine Species (25 juin 2015) :
- Aporrhais (Arrhoges) occidentalis Beck, 1836
- Aporrhais pesgallinae Barnard, 1963
- Aporrhais pespelecani (Linnaeus, 1758)
- Aporrhais senegalensis Gray, 1838
- Aporrhais serresianus (Michaud, 1828)

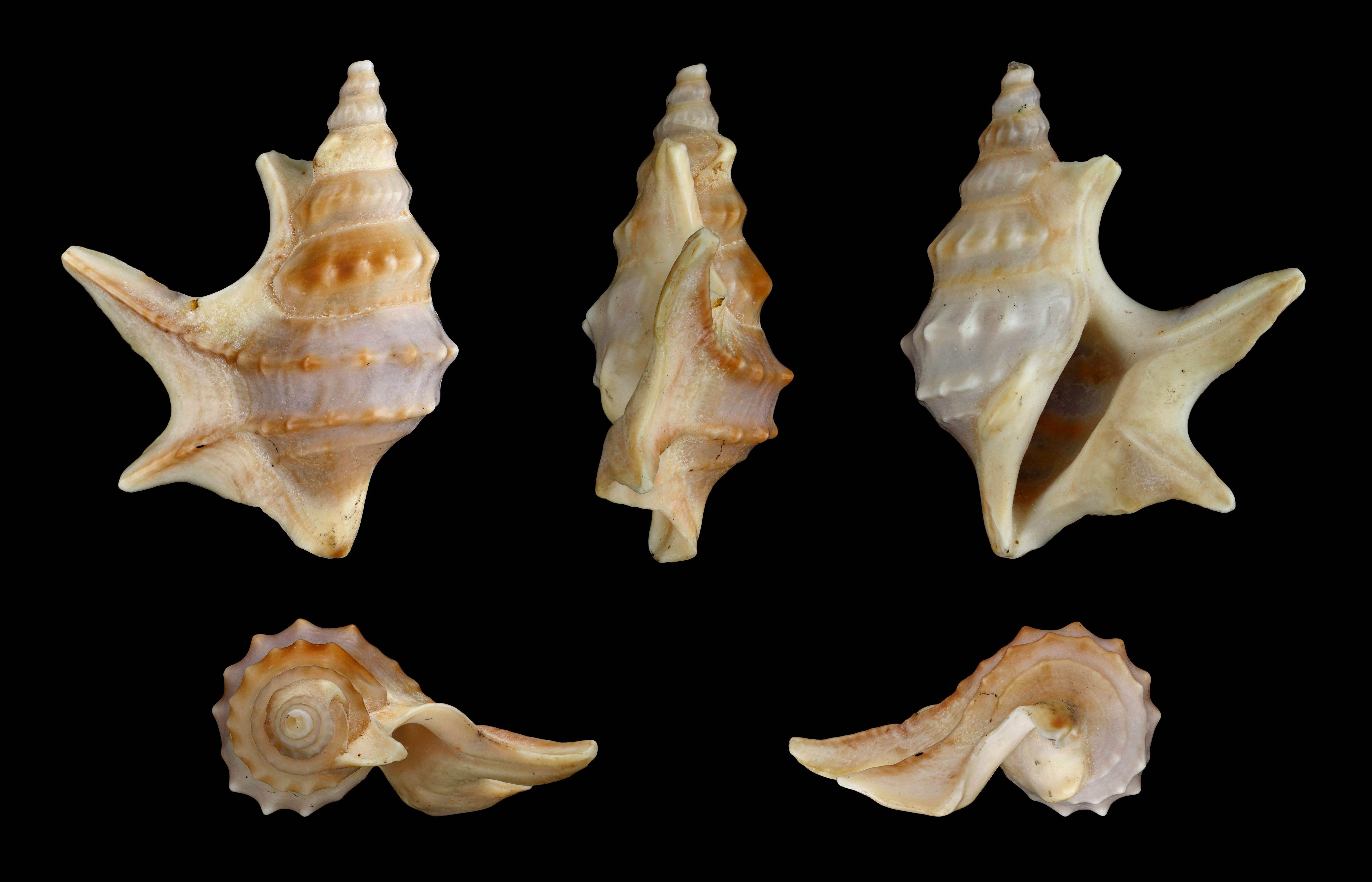
Aporrhais pespelecani
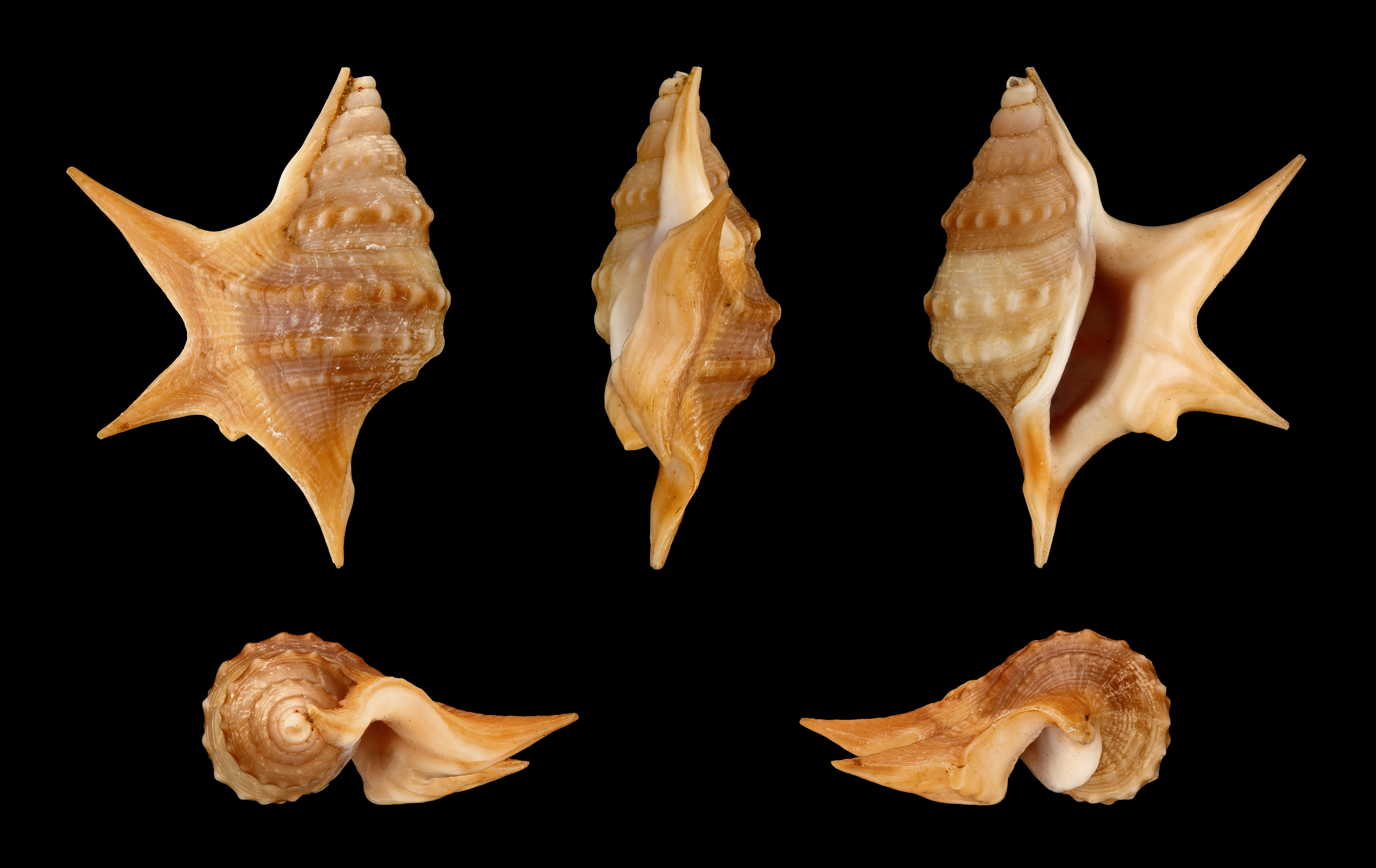
Aporrhais senegalensis
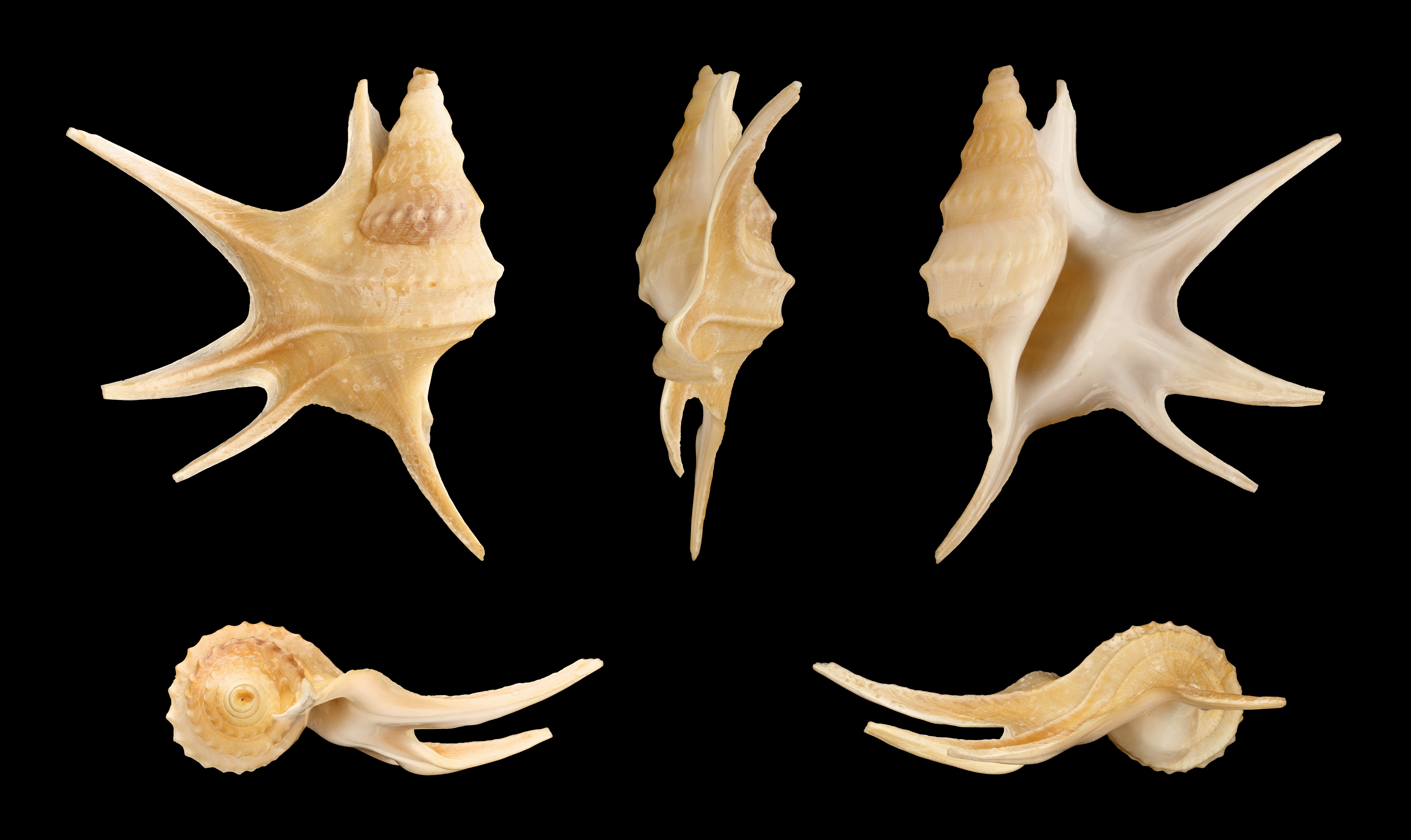
Aporrhais serresianus
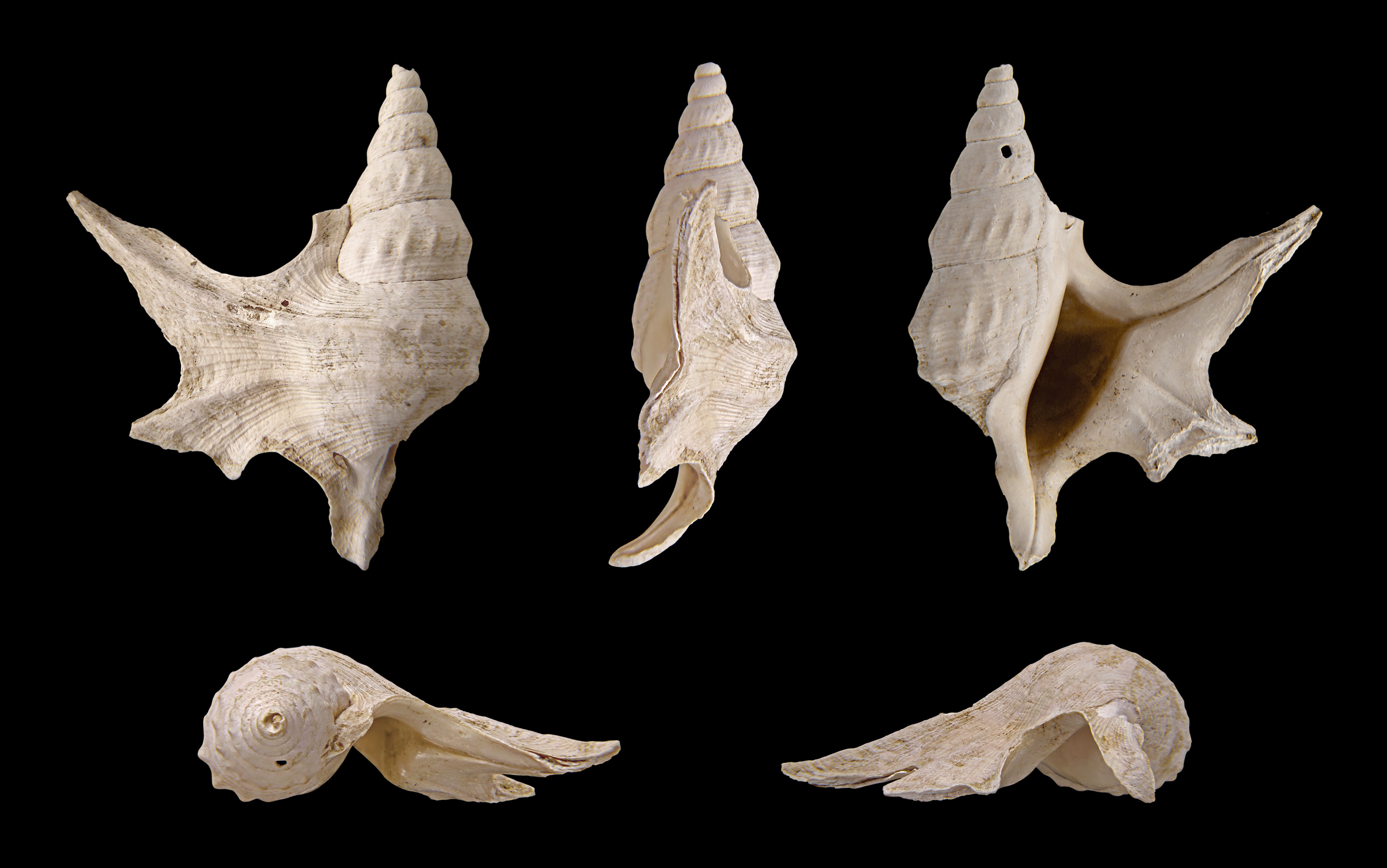
Aporrhais scaldensis (espèce fossile)